# کلوروکاردیوم

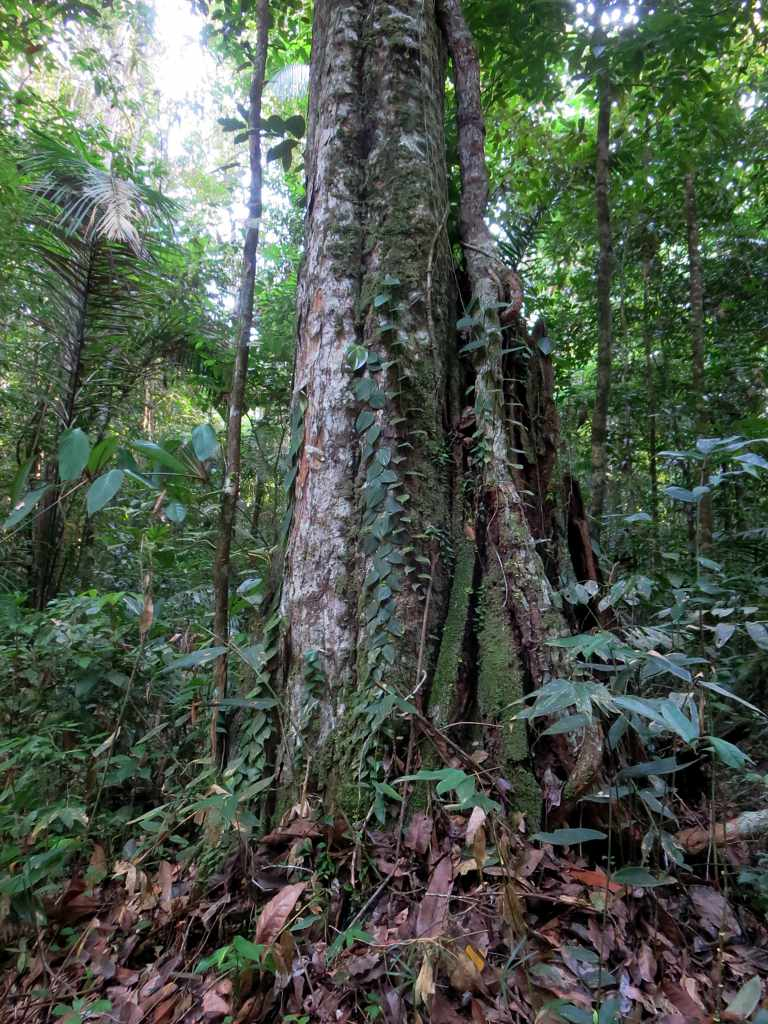
درخت گرین هارت

کلوروکاردیوم (انگلیسی: Chlorocardium) یا گرین‌هارت (قلب سبز) یک سرده از خانواده برگ‌بوئیان است و تنها شامل ۳ گونه است که بومی مناطق شمالی آمریکای جنوبی می‌باشد. این گونه‌ها به شدت توسط صنایع چوب‌بری استفاده می‌شوند و همین موضوع در اغلب مواقع، باعث کمبود و قلت ناچیز درختان بالغ و تنومند می‌شود. الوار آنها ارزش تجاری زیادی دارد و بسیار مورد تقاضا است.